# Кухня (сезон 6)
«Кухня» — российский комедийный сериал. Производство «Keystone Production» и «Yellow, Black and White» по заказу СТС. Сериал повествует о разных комичных и драматичных ситуациях внутри коллектива элитного ресторана французской кухни «Claude Monet» (Клод Моне), с 5 сезона — ресторана «Victor» (Виктор). Шестой сезон транслировался с 29 февраля по 31 марта 2016 года на телеканале СТС, вышло 20 эпизодов. Он оказался для телесериала заключительным.
28 ноября 2016 года на телеканале СТС состоялась премьера спин-оффа «Кухни» — сериала «Отель Элеон».

## Сюжет
События также происходят в отеле Eleon. Шеф пытается получить звезду «Michelin», между тем, у него начинаются серьёзные проблемы со здоровьем, у Лёвы с Гулей начинается новая ступень в отношениях, а Михаил Джекович по-прежнему влюблён в Элеонору, у которой теперь есть муж — Нагиев. Также в отель возвращается Денис, который пытается возобновить отношения с Катей. То же самое пытается сделать и Никита. Кате предстаёт трудный выбор: Никита или Дэн.

## Актёрский состав
- Дмитрий Назаров — Виктор Петрович Баринов, шеф-повар ресторана Victor. Обладатель чрезвычайно скверного характера. Имеет пристрастие к алкоголю и азартным играм. Страстный болельщик футбольной команды Спартак. Шеф часто конфликтует с управляющим отеля — Михаилом Джековичем. Всячески пытается получить звезду Michelin. Но выясняется, что у него есть серьёзная болезнь, из-за чего ему нельзя работать. Виктор Петрович всё же решает во что бы то ни стало получить звезду.
- Валерия Федорович — Екатерина Викторовна Семёнова, повар молекулярной кухни ресторана Victor, дочь Виктора Петровича и Элеоноры.
- Михаил Башкатов — Денис Андреевич Крылов (Дэн), музыкант ресторана Victor, друг Кости. Вернувшись обратно в отель, он старается извиниться перед Катей, но та всячески отвергает его. При этом в него самого влюблена Света.
- Филипп Бледный — Никита Андреевич Дягилев, новый директор ресторана Victor. Пытается возобновить отношения с Катей и в 13 серии даже делает ей предложение.
- Григорий Сиятвинда — Михаил Джекович, управляющий отеля Eleon. Имеет достаточно подлый характер и часто конфликтует с Шефом. Фанат команды ЦСКА.
- Елена Ксенофонтова — Элеонора Андреевна Галанова, владелица отеля Eleon. Бывшая жена Виктора Петровича и мать Кати. Находится в тяжких отношениях с Катей, но всячески пытается их наладить. Жена Дмитрия Нагиева, с которым они впоследствии разводятся.
- Виктор Хориняк — Константин Константинович Анисимов, бармен ресторана Victor, муж Насти. Друг Дэна и Сени.
- Ольга Кузьмина — Анастасия Степановна Анисимова, официантка ресторана Victor, жена Кости.
- Сергей Епишев — Лев Семёнович Соловьёв (Лёва), су-шеф ресторана Victor. Правая рука и хороший друг Виктора Петровича, живёт с мамой. Встречается с Гульнарой, которая теперь живёт вместе с ним.
- Сергей Лавыгин — Арсений Андреевич Чуганин (Сеня), повар-универсал ресторана Victor, муж Марины. Лучший друг Феди, вместе с которым они часто разыгрывают весь персонал отеля.
- Михаил Тарабукин — Фёдор Михайлович Юрченко (Федя), повар-универсал ресторана Victor, лучший друг Сени, вместе с которым они часто разыгрывают весь персонал отеля.
- Никита Тарасов — Луи Бенуа (Луи), кондитер ресторана Victor. Француз из Прованса с нетрадиционной ориентацией.
- Марина Могилевская — Елена Павловна Соколова, ресторанный критик, шеф ресторана Arcobaleno. Встречалась с Виктором Петровичем, который сделал ей предложение.
- Жаныл Асанбекова — Айнура Кененсарова, уборщица ресторана Victor. Работает без разрешения на работу.
- Феруза Рузиева — Гульнара Кененсарова, уборщица ресторана Victor, племянница Айнуры и девушка Лёвы.
- Рина Гришина — Светлана Алексеева, портье отеля Eleon. Некоторое время встречалась с Дэном, что сильно помешало его отношениям с Катей.
- Людмила Максакова — Вера Ивановна Соловьёва, мама Лёвы, врач-кардиолог. Негативно отнеслась к выбору Лёвы и пыталась разрушить его любовь с Гулей. Однако, поняв, что её сын действительно любит Гулю, приняла её и смогла наладить хорошие отношения.
- Виктор Бычков — Тимофей Ильич Анисимов, отец Кости. В детстве он ушёл из семьи, из-за чего Костя его очень не любит.
- Дмитрий Нагиев — Дмитрий Владимирович Нагиев, владелец Claude Monet, актёр и телеведущий. Муж Элеоноры и совладелец отеля Eleon. Однажды в отель приходит его бывшая жена Кристина, с которой Дима изменяет своей жене. Элеонора, узнав об этом, подаёт заявление на развод.
- Тимур Еремеев — Егор, портье отеля Eleon.
- Даниил Рассомахин и Павел Рассомахин — Ярослав и Павел, близнецы, носильщики в бутик-отеле Eleon.
- Эльберд Агаев — Тимур, поставщик продуктов.

### Роли второго плана
- Анна Бегунова — Марина Чуганина, жена Сени, экономист.
- Мария Горбань — Кристина Семёновна Алёхина (Нагиева), бывшая жена Дмитрия Нагиева. Вышла замуж за бизнес-партнёра Элеоноры Андреевны Даниила Маратовича Алёхина. Изменила ему несколько раз с Нагиевым.
- Александр Ильин — Степан Андреевич Фомин, отец Насти, хозяин колбасного завода в Подмосковье. Весьма опасный человек. Купил Насте и Косте квартиру в Москве.
- Татьяна Филатова — Галина Фомина, мать Насти.
- Даниэль Мирончук — Степан Константинович Анисимов, сын Насти и Кости.

### Эпизодические роли
- Максим Артамонов — Сергей, охранник в бутик-отеле Eleon
- Иван Кравченко — Александр, второй бармен ресторана Victor
- Алёна Мордовина — Елизавета, официантка ресторана Victor
- Анна Барсукова — Анжелика, горничная в бутик-отеле Eleon
- Валентина Талызина — Елизавета Генриховна, умершая мать Элеоноры Андреевны, бывшая тёща Виктора Петровича. Появляется в сериале, как плод галлюцинаций Виктора Петровича (101, 117)
- Владимир Стержаков — Даниил Маратович Алёхин, бизнес-партнёр Элеоноры Андреевны, новый муж Кристины (101, 102, 118)
- Юрий Нифонтов — Алексей, врач Виктора Петровича (101, 104, 117, 118)
- Александр Семчев — Николай Марьянович Скворцов, префект округа (102)
- Лионель Окс — инспектор Мишлен (104)
- Пьер Бурель — Оливье Дюбуа, инспектор Мишлен, близкий друг Кати, учился с ней в кулинарной академии в Париже. Предлагал Кате уехать с ним в Париж, но после того, как Виктор Петрович заметил его с другой девушкой, был с позором изгнан из отеля (104—106)
- Ирина Чипиженко — Анна Петровна, подруга Веры Ивановны (104, 112)
- Сергей Векслер — Андрей Николаевич Дягилев, миллиардер, ресторатор, хозяин московского ресторана «Дягилев», отец Никиты, главный конкурент Элеоноры Андреевны (105, 111, 118, 119)
- Алла Данишевская — цыганка (105)
- Павел Сборщиков — мужчина, с которым Михаил Джекович играл в покер (105, 113)
- Ирина Бякова — Анна, подруга Елены Павловны, врач (107)
- Павел Галич — посетитель бара, которому Костя налил коктейль «Вишенка» (107)
- Екатерина Радченко — Лариса, подруга Веры Ивановны, с которой та хотела свести Лёву (109)
- Сергей Кагаков — Вениамин Павлович Шумский, доктор психологических наук (86, 110)
- Максим Заусалин — полицейский (110)
- Александр Панкратов-Чёрный — Валентин Петрович Баринов, старший брат Виктора Петровича, живёт в Америке, где владеет сетью устричных ферм. Деловой партнёр Андрея Дягилева (111)
- Кирилл Кузнецов — Михаил Алексеев, брат Светы, по её просьбе изображал ревнивого парня (111)
- Илья Лукашенко — личный помощник Андрея Дягилева (111)
- Андрей Ребёнков — честный таксист, вернувший чемодан с деньгами Валентину Баринову (111)
- Алексей Матошин — букмекер, у которого Виктор Петрович хотел выведать результаты матчей с помощью сыворотки правды (112)
- Гладстон Махиб — гость отеля, которого Шеф, Сеня и Федя перепутали с Михаилом Джековичем (113)
- Руслан Садковский — мужчина, сдавший костюм в химчистку (113)
- Пак Хёк Су — глава корейской делегации (114)
- Джунгтак Квон — член корейской делегации (114)
- Джан Бадмаев — Ким Дим Ян, корейский пророк (114)
- Сослан Фидаров — помощник Тимура (114)
- Павел Новиков — Александр Васильевич Туманов, известный московский ресторатор. Предлагал Лёве должность шеф-повара в своём ресторане, но тот отказался (115)
- Галина Шевякова — Клавдия Андреевна, соседка Насти и Кости, с которой Тимофей Ильич отправился на свидание (115)
- Сергей Миллер — врач в травмпункте (115)
- Александр Смирнов — отец Светы (115)
- Анжела Белянская — Галина Алексеева, мать Светы (115)
- Наталья Людскова — Евгения, подруга Настиной мамы, с которой они хотели познакомить Тимофея Ильича (115)
- Мия Зарринг — Майя, су-шеф в ресторане Александра Туманова (115)
- Константин Лавыш — Олаф Густавссон, шведский модельер, устраивал показ в бутик-отеле Eleon (116)
- Иван Титов — Алекс, переводчик Олафа (116)
- Надежда Игошина — Натали Ларина, модель, которая шантажировала Сеню и Федю (116)
- Маргарита Петрусенко — Полина, модель, с которой переспал Луи (116)
- Виталий Егоров — Алексей Смолин, по просьбе Михаила Джековича представился инспектором Мишлен (116, 117)
- Анастасия Бусыгина — жена Алексея Смолина (117)
- Алексей Войтков — полицейский (117)
- Александр Тараканов — полицейский (117)
- Виталий Ходин — мужчина, отдавший Михаилу Джековичу пони в качестве расплаты за карточный долг (118)
- Дмитрий Уросов — подвыпивший посетитель бара (118)
- Игорь Кулачко — мужчина, который хотел купить пони у Михаила Джековича (118)
- Александр Яцко — Антон Владимирович, был приглашён Элеонорой Андреевной в качестве нового шеф-повара ресторана Victor, но почти сразу уволился вместе со своей командой поваров, не желая мириться с характером Виктора Петровича (119)
- Елена Подкаминская — Виктория Сергеевна Лаврова, бывший арт-директор ресторана Victor, гостья на свадьбе (119)
- Юлиан Капицын — тамада на свадьбе (119)
- Мария Малиновская — регистратор на свадьбе (119)
- Галина Аверьянова — бабушка Кости (119)
- Стасс Классен — Патрик Малуда, главный инспектор восточноевропейского направления Мишлен (120)
- Эдуард Рябинин — бандит, из-за которого Денису пришлось уехать из Воронежа, так как тот застукал Дениса со своей женой (120)
- Дмитрий Астапенко — помощник бандита из Воронежа (120)
- Юрий Киршев — помощник бандита из Воронежа (120)
- Сергей Афанасьев — псевдопопрошайка, у которого Сеня и Федя отобрали инвалидную коляску (120)

## Список эпизодов
| № серии  | Описание серии | Премьера        |
| -------- | --- | --------------- |
| 1 (101)  | Пока в ресторане все готовятся к предстоящей свадьбе Элеоноры Андреевны и Нагиева, Виктор Баринов под чутким руководством бывшей тёщи печёт свадебное печенье. Неожиданно для всех на торжестве появляется Кристина. | 29 февраля 2016 |
| 2 (102)  | Шеф узнаёт, что ему срочно нужно бросить работу, иначе это может плохо закончиться. Но он грезит звездой Мишлен и вводит в ресторане авторское меню, в честь которого устраивает вечеринку. Никита и Денис предпринимают безуспешные попытки вернуть Катю. А романтическое свидание Лёвы и Гули заканчивается не так, как хотелось бы обоим.                         | 29 февраля 2016 |
| 3 (103)  | Нагиев снимает кино в отеле и предлагает Шефу роль. Во дворе ресторана в это время проходит футбольный турнир между кухней и залом со специальным призом. Настя и Костя переезжают в новую квартиру. | 1 марта 2016    |
| 4 (104)  | В отеле останавливается давний друг Кати, который учился с ней в Париже, ровно в то же время, когда в Москву приезжает инспектор Мишлен. Элеонора Андреевна и Шеф решают, что это не совпадение. Лёва решил познакомить маму с Гулей, но случайно оставил их наедине друг с другом. Денис и Никита продолжают бороться за Катю.                                      | 2 марта 2016    |
| 5 (105)  | Элеонора Андреевна делает Виктору Петровичу заманчивое предложение. Никита и Денис объединились против Оливье, ведь Катя представила его им, как своего нового парня. Костя думает, что у Насти появился любовник. | 3 марта 2016    |
| 6 (106)  | Катя сообщает родителям, что собирается уехать в Париж вместе с Оливье. Никита и Денис подслушали разговор и готовы помочь удержать Катю. Тем временем Настя пытается помирить Костю с отцом, но воссоединения отца и сына не произошло. | 9 марта 2016    |
| 7 (107)  | Елена Павловна узнаёт о проблемах Шефа со здоровьем и направляет его на обследование. Тот отправляет вместо себя Лёву. А Гуля же думает, что Лёва что-то скрывает от неё. Настя и Костя пытаются устроить личную жизнь Кати без её ведома. | 9 марта 2016    |
| 8 (108)  | У Кати день рождения и каждый хочет угодить с подарком, даже Нагиев. В отель в это время снова заявляется Кристина. Сеня весь день планирует махинации с медицинской страховкой, а Настя и Костя налаживают семейные связи. | 10 марта 2016   |
| 9 (109)  | Света провоцирует аварию, в которой Катя сбивает Дениса. Для Светы это шанс сблизиться с Денисом, а для него самого — объясниться с Катей. Виктор Петрович прочитал положительный отзыв Елены на ресторан конкурентов, что повлекло за собой ссору. Мама Лёвы решила найти ему новую девушку. Элеонора Андреевна находится в депрессии из-за расставания с Нагиевым. | 14 марта 2016   |
| 10 (110) | Денис вляпался в очередной «любовный треугольник», полный обмана и коварства. Элеонора Андреевна продолжает злоупотреблять алкоголем. Пытаясь это исправить, Шеф и Михаил Джекович зовут на помощь Нагиева. Сеня с размахом празднует свой день рождения, а Лёва переселяется в общежитие к гастарбайтерам.                                                          | 15 марта 2016   |
| 11 (111) | У отца Никиты, Андрея Дягилева, назначена деловая встреча в ресторане Victor. Никита, пользуясь ситуацией, знакомит отца с Катей. По приходе на работу Шефа ожидает сюрприз — из Америки приехал родной брат Валентин. Света продолжает манипулировать Денисом, а тот страдает из-за чувств к Кате.                                                                  | 16 марта 2016   |
| 12 (112) | У Насти с Костей годовщина свадьбы, и Костя просит Дениса помочь с подарком. Света же решает, что это для неё, ведь предыдущую ночь они провели вместе с Денисом. Мама ставит Лёве условие: или она, или Гуля. Виктор Петрович приготовил сыворотку правды, но эффект от неё оказался не тот, какого он добивался.                                                   | 17 марта 2016   |
| 13 (113) | Узнав, что Никита сделал Кате предложение, Денис хочет проверить её чувства к себе. Костя узнаёт, что его отец сидел в тюрьме. Шеф придумывает план мести Михаилу Джековичу. После того, как Катя публично соглашается стать женой Никиты, она спасает Дениса, думая, что тот хотел спрыгнуть с крыши.                                                               | 21 марта 2016   |
| 14 (114) | В отель прибывает корейская делегация и устраивает ритуальный ужин. Катя пытается разобраться, кого она любит больше: Дениса, с которым провела прошлую ночь на крыше, или Никиту, за которого согласилась выйти замуж. У мамы Лёвы возникают культурные противоречия с Гулей, и Лёва старается сгладить ситуацию.                                                   | 22 марта 2016   |
| 15 (115) | Денис и Катя собираются признаться во всём Свете и Никите, но это оказывается не так просто. Известный московский ресторатор предлагает Лёве должность шеф-повара. На этой почве между Лёвой и Виктором Петровичем возникает конфликт. Настя и Костя решают наладить личную жизнь Костиного отца, Тимофея Ильича.                                                    | 23 марта 2016   |
| 16 (116) | В отеле проходит показ коллекции шведского модельера. Шеф хочет заполучить одно из платьев для Елены Павловны. Сеня и Федя небескорыстно помогают модели нарушить диету. А Луи подменяет Костю в баре и проводит ночь с одной из моделей. | 24 марта 2016   |
| 17 (117) | В ресторане Victor появляется инспектор Мишлен, и Виктор Петрович готов на всё, чтобы получить заветную звезду. Сеня и Федя затевают спор, который порождает цепочку невероятных и пугающих событий… | 28 марта 2016   |
| 18 (118) | Виктор Петрович находится в коме, ему требуется срочная и дорогостоящая операция в Германии. В отсутствие Шефа на кухне царят хаос и анархия. Михаилу Джековичу вернули карточный долг в весьма необычном виде. Катя никак не может поговорить с Никитой. | 29 марта 2016   |
| 19 (119) | Спустя три месяца, Виктор Петрович возвращается в ресторан. За его отсутствие на кухне поменялись все повара. Шеф делает всё, чтобы вернуть свою команду. Катя готовится к свадьбе с Никитой, но её до сих пор терзают сомнения. Гуля собирается уехать в Бишкек навсегда, что очень тревожит Лёву.                                                                  | 30 марта 2016   |
| 20 (120) | В отель приезжает главный инспектор Мишлен. От его решения зависит, получит ли ресторан звезду или нет. Никита решает отомстить Денису и находит людей, из-за которых Денис уехал из Воронежа. Настя узнаёт, что Тимофей Ильич не является отцом Кости и решает сделать тест на отцовство, а Катю ждёт сюрприз.                                                      | 31 марта 2016   |